# Angélica Gorodischer
Œuvres principales
- Kalpa imperial

Angélica Gorodischer, née Angélica Beatriz del Rosario Arcal le 28 juillet 1928 à Buenos Aires et morte le 5 février 2022 à Rosario, est une auteure argentine de science-fiction, de fantasy et de science-fiction féministe. Qualifiée de «marraine de la science-fiction argentine», son roman le plus célèbre, Kalpa impérial a été traduit en 2003 par Ursula K. Le Guin.

## Biographie
Angélica Gorodischer publie Cuentos con soldados (en français : Contes avec des soldats) en 1965 alors qu'elle a 37 ans. Son premier roman est Opus dos. est publié en 1967, puis un recueil de nouvelles intitulé Trafalgar en 1979. 
Son roman le plus célèbre est publié en 1983, il s'agit de Kalpa impérial. Ce roman est traduit par Ursula K. Le Guin en 2003. 
En 2011 elle publie  Diario del tratamiento (Journal de traitement) relatant son épreuve avec la maladie du cancer dont elle est atteinte. Suivent Las señoras de la calle Brenner (Les Dames de la rue Brenner) en 2021 et Palito de naranjo  en 2014, qui sont les derniers romans qu'elle publie, avec en 2017 un reccueil de nouvelles Coro Tales.
Son œuvre devient plus féministe avec le temps. 
Elle reçoit des  prix littéraires : World Fantasy Award pour l’ensemble de son œuvre en 2011,  prix Gilgamesh de Fantasy en 1991 pour Kalpa Impérial, prix Gilgamesh de la nouvelle pour Retrato de la Emperatriz et  Así es el sur et Prix Dignité de l’Assemblée Permanente pour les Droits de l’Homme pour son action en faveur des droits des femmes en 1996. 
Elle est connue pour ses nouvelles où la science-fiction permet d’imaginer des situations de transgression, comme « Les embryons de la violette » (1973). Son recueil de fantasy Kalpa Imperial rapporte de manière poétique la chronique d’un monde imaginaire, « l’empire le plus vaste qui ait jamais existé ». Cette suite de nouvelles proches de Jorge Luis Borges ou Cristina Peri Rossi replace les préoccupations politiques de dynasties erratiques dans le contexte plus large de l’ambition humaine.
Parmi les auteurs de langue espagnole, elle est l’une des rares à être placées à égalité parmi les auteurs anglo-saxons. Ursula K. Le Guin a traduit en 1999 la troisième nouvelle de Kalpa Imperial sous le titre The End of a Dynasty, et l'intégralité des deux recueils en 2003 sous le titre Kalpa Imperial: The Greatest Empire That Never Was.
Elle est qualifiée de «marraine de la science fiction argentine». Elle est considérée avec Daína Chaviano comme l'une des plus importantes écrivaines de science-fiction d'Amérique Latine.

## Œuvres

### Romans
- (es) Cuentos con soldados, 1965
- (es) Las Pelucas, 1968
- (es) Bajo las jubeas en flor, 1973
- (es) Casta luna electrónica, 1977
- Trafalgar, La Volte, 2019 ((es) Trafalgar, 1979)  (ISBN 978-2-37049-082-7)
- (es) Kalpa Imperial I : La Casa del poder, 1983
- (es) Mala noche y parir hembra, 1983
- (es) Kalpa Imperial II : El imperio más vasto, 1984
- (es) Floreros de alabsatro, alfombras de Bokhara, 1985
- (es) Jugo de mango, 1988
- Kalpa Impérial, La Volte no 53, 2017 ((es) Kalpa imperial, 1990)  (ISBN 978-2-37049-040-7)
- (es) Técnicas de supervivencia, 1994
- (es) Prodigios, 1994
- (es) La Noche del inocente, 1996
- (es) Cómo triunfar en la vida, 1998
- (es) Menta, 2000

### Nouvelles traduites en français
- Les Sargasses, nouvelle parue dans Fictions d'Amérique latine, RECTO VERSO, coll. « Ides et Autres » no 3, 1975 ;
- En été, à l'heure de la sieste et avec Martina (En verano a la siesta y con Martina, 1964), nouvelle parue dans La Nouvelle policière latino-américaine, RECTO VERSO, coll. « Ides et Autres » no 14, 1976 ;
- Flavius Josèphe, revu et corrigé (Enmiendas a Flavio Josefo, 1968), nouvelle parue dans Amérique latine fantastique, RECTO VERSO, coll. « Ides et Autres » no 21, 1979 ;
- Paix dans l'univers, à tous les êtres de bonne volonté !, recueil de nouvelles paru en avril 1981, RECTO VERSO, coll. « Ides et Autres » no 24 contenant :
  - Aléas de navigateurs (De navegantes, 1979, récit extrait de Trafalgar) ;
  - Les Embryons de violette (Loes embriones del violeta, 1973) ;
  - Sous les jubeas en fleurs (Bajo los jubeas en flor, 1973) ;
- Les Bons vont au paradis, mais tous les méchants ne vont pas en enfer, nouvelle parue dans la revue Phénix no 16 : Rafleurs de prix, 1989 ;

## Prix
- En 1991, Angélica Gorodischer a reçu à la fois la Bourse Fullbright de l’université de Greeley (Colorado), le prix Gilgamesh de Fantasy pour Kalpa imperial, et le prix Gilgamesh de la nouvelle pour Así es el sur et Retrato de la Emperatriz.
- En 1996, elle a reçu le Prix Dignité de l’Assemblée permanente pour les droits de l'homme, pour son action en faveur des droits des femmes[2].
- En 2011, elle a reçu un World Fantasy Award et le titre de Grand Maître pour l'ensemble de son œuvre[2].

## Cinéma
Le roman La cámara oscura a été adapté, sous le même titre, par la réalisatrice Maria Victoria Menis : La Cámara oscura (2004) avec Mirta Bogdasarián et Patrick Dell'Isola.